# Сумчатая мышь Свенсона
Сумчатая мышь Свенсона, или сумчатая мышь Свайнсона (лат. Antechinus swainsonii) — вид из рода сумчатых мышей семейства хищные сумчатые. Эндемик Австралии.

## Распространение
Обитает на восточном и юго-восточном побережье Австралии. Выделяются два подвида:
- Antechinus swainsonii insulanus (Davison, 1991). Встречается в западной части штата Виктория на территории хребта Грампианс.
- Antechinus swainsonii swainsonii (Waterhouse, 1840). Встречается на большей части острова Тасмания[3].

Естественная среда обитания — альпийские пустоши и склерофитовые леса, обычно в местностях с высокой влажностью и густым подлеском из папоротников и кустарников.

## Внешний вид
У вида существует половой диморфизм. Средний вес самцов — 65 г, самок — 41 г. Некоторые самцы достигают веса в 130 г, а самки — в 70 г. В целом вес особи зависит от обилия пищи в районе распространения. Средняя длина тела составляет 128 мм, длина хвоста — 116 мм. Волосяной покров короткий, густой и мягкий. Спина черновато-коричневого цвета. Брюхо окрашено в бледно-серый цвет. Морда вытянутая, заострённая. Длина хвоста сопоставима с длиной тела. Уши сравнительно небольшие. Задние лапы широкие. Имеется большой палец. На передних лапах расположены изогнутые когти, предназначенные для рытья.

## Образ жизни
Ведут, как правило, наземный образ жизни. Ведут одиночный образ жизни, селясь в отдельных сферических гнёздах, сооружённых из листьев эвкалипта в дуплах упавших деревьев. Активность приходится на ночь, однако могут охотиться и днём. Питаются преимущественно насекомыми и червями. В рацион также входят и небольшие позвоночные, растения, ящерицы. Имеют высокую степень метаболизма, поэтому в зимние месяцы ежедневно потребляют пищу, общий вес которой составляет до 60 % веса животного.

## Размножение
Сумка отсутствует, однако перед родами у самки формируется кожная складка, напоминающая неглубокую сумку, разделённую на две части. Период размножения приходится на июнь-июль (в более холодных районах — на сентябрь). Как правило, у популяций из прибрежных районов с низкой высотой над уровнем моря период размножения наступает раньше, чем у популяций, обитающих вдали от побережья или на большей высоте. Спаривание продолжается до 6 часов. Беременность короткая, длится в среднем 28 дней. В приплоде до 10 детёнышей, однако выживает только 6—8 (количество сосков на груди матери). Молодняк отлучается от груди примерно через 94 дня. Половая зрелость наступает примерно на 330 день. В конце периода размножения все самцы в колонии погибают из-за перенесённого стресса, вызывающего ослабление иммунной системы. Максимальная продолжительность жизни в неволе — 3,3 года.